# 13.ª etapa do Tour de France de 2019
A 13.ª etapa do Tour de France de 2019 teve lugar a 19 de julho de 2019 com uma contrarrelógio individual em Pau sobre um percurso de 27 km e foi vencida pelo francês Julian Alaphilippe da Deceuninck-Quick Step, mantendo assim a camisola amarela mais um dia.

## Classificação da etapa
| \| Classificação por etapas \| Classificação por etapas \| Classificação por etapas \| Classificação por etapas \| Classificação por etapas \| \| Ciclista \| Ciclista \| Equipe \| Tempo \| \| \| ------------------------ \| ------------------------ \| ------------------------ \| ------------------------ \| ------------------------ \| \| 1. \| Julian Alaphilippe \| Deceuninck-Quick Step \| 35m00s \| \| \| 2. \| Geraint Thomas \| Team Ineos \| + 14s \| \| \| 3. \| Thomas De Gendt \| Lotto-Soudal \| + 36s \| \| \| 4. \| Rigoberto Urán \| EF Education First \| + 36s \| \| \| 5. \| Richie Porte \| Trek-Segafredo \| + 45s \| \| \| 6. \| Steven Kruijswijk \| Team Jumbo-Visma \| + 45s \| \| \| 7. \| Thibaut Pinot \| Groupama-FDJ \| + 49s \| \| \| 8. \| Kasper Asgreen \| Deceuninck-Quick Step \| + 52s \| \| \| 9. \| Enric Mas \| Deceuninck-Quick Step \| + 58s \| \| \| 10. \| Joey Rosskopf \| CCC Team \| + 1m01s \| \| |                    |                       |         |
| |                    |                       |         |
| Fonte: ProCyclingStats |                    |                       |         |
| Classificação por etapas |                    |                       |         |
| Ciclista | Ciclista           | Equipe                | Tempo   |
| 1. | Julian Alaphilippe | Deceuninck-Quick Step | 35m00s  |
| 2. | Geraint Thomas     | Team Ineos            | + 14s   |
| 3. | Thomas De Gendt    | Lotto-Soudal          | + 36s   |
| 4. | Rigoberto Urán     | EF Education First    | + 36s   |
| 5. | Richie Porte       | Trek-Segafredo        | + 45s   |
| 6. | Steven Kruijswijk  | Team Jumbo-Visma      | + 45s   |
| 7. | Thibaut Pinot      | Groupama-FDJ          | + 49s   |
| 8. | Kasper Asgreen     | Deceuninck-Quick Step | + 52s   |
| 9. | Enric Mas          | Deceuninck-Quick Step | + 58s   |
| 10. | Joey Rosskopf      | CCC Team              | + 1m01s |

## Classificações ao final da etapa

### Classificação geral(Maillot Jaune)
| \| Classificação geral \| Classificação geral \| Classificação geral \| Classificação geral \| Classificação geral \| \| Ciclista \| Ciclista \| Equipe \| Tempo \| \| \| ------------------- \| ------------------- \| --------------------- \| ------------------- \| ------------------- \| \| 1. \| Julian Alaphilippe \| Deceuninck-Quick Step \| 53h01m09s \| \| \| 2. \| Geraint Thomas \| Team Ineos \| + 1m26s \| \| \| 3. \| Steven Kruijswijk \| Team Jumbo-Visma \| + 2m12s \| \| \| 4. \| Enric Mas \| Deceuninck-Quick Step \| + 2m44s \| \| \| 5. \| Egan Bernal \| Team Ineos \| + 2m52s \| \| \| 6. \| Emanuel Buchmann \| Bora-Hansgrohe \| + 3m04s \| \| \| 7. \| Thibaut Pinot \| Groupama-FDJ \| + 3m22s \| \| \| 8. \| Rigoberto Urán \| EF Education First \| + 3m54s \| \| \| 9. \| Nairo Quintana \| Movistar Team \| + 3m55s \| \| \| 10. \| Adam Yates \| Mitchelton-Scott \| + 3m55s \| \| |                    |                       |           |
| |                    |                       |           |
| Fonte: ProCyclingStats |                    |                       |           |
| Classificação geral |                    |                       |           |
| Ciclista | Ciclista           | Equipe                | Tempo     |
| 1. | Julian Alaphilippe | Deceuninck-Quick Step | 53h01m09s |
| 2. | Geraint Thomas     | Team Ineos            | + 1m26s   |
| 3. | Steven Kruijswijk  | Team Jumbo-Visma      | + 2m12s   |
| 4. | Enric Mas          | Deceuninck-Quick Step | + 2m44s   |
| 5. | Egan Bernal        | Team Ineos            | + 2m52s   |
| 6. | Emanuel Buchmann   | Bora-Hansgrohe        | + 3m04s   |
| 7. | Thibaut Pinot      | Groupama-FDJ          | + 3m22s   |
| 8. | Rigoberto Urán     | EF Education First    | + 3m54s   |
| 9. | Nairo Quintana     | Movistar Team         | + 3m55s   |
| 10. | Adam Yates         | Mitchelton-Scott      | + 3m55s   |

### Classificação por pontos(Maillot Vert)
| Classificação por pontos | Classificação por pontos | Classificação por pontos | Classificação por pontos | Classificação por pontos |
| Ciclista                 | Ciclista                 | Equipe                   | Pontos                   |                          |
| ------------------------ | ------------------------ | ------------------------ | ------------------------ | ------------------------ |
| 1.                       | Peter Sagan              | Bora-Hansgrohe           | 277 pts                  |                          |
| 2.                       | Sonny Colbrelli          | Bahrain-Merida           | 191 pts                  |                          |
| 3.                       | Elia Viviani             | Deceuninck-Quick Step    | 184 pts                  |                          |
| 4.                       | Michael Matthews         | Team Sunweb              | 167 pts                  |                          |
| 5.                       | Caleb Ewan               | Lotto-Soudal             | 148 pts                  |                          |
| 6.                       | Jasper Stuyven           | Trek-Segafredo           | 132 pts                  |                          |
| 7.                       | Matteo Trentin           | Mitchelton-Scott         | 118 pts                  |                          |
| 8.                       | Greg Van Avermaet        | CCC Team                 | 101 pts                  |                          |
| 9.                       | Dylan Groenewegen        | Team Jumbo-Visma         | 96 pts                   |                          |
| 10.                      | Julian Alaphilippe       | Deceuninck-Quick Step    | 95 pts                   |                          |

### Classificação da montanha(Maillot à Pois Rouges)
| Classificação da montanha | Classificação da montanha | Classificação da montanha  | Classificação da montanha | Classificação da montanha |
| Ciclista                  | Ciclista                  | Equipe                     | Pontos                    |                           |
| ------------------------- | ------------------------- | -------------------------- | ------------------------- | ------------------------- |
| 1.                        | Tim Wellens               | Lotto-Soudal               | 54 pts                    |                           |
| 2.                        | Thomas De Gendt           | Lotto-Soudal               | 37 pts                    |                           |
| 3.                        | Giulio Ciccone            | Trek-Segafredo             | 30 pts                    |                           |
| 4.                        | Xandro Meurisse           | Wanty-Gobert               | 27 pts                    |                           |
| 5.                        | Natnael Berhane           | Cofidis, Solutions Crédits | 20 pts                    |                           |
| 6.                        | Tiesj Benoot              | Lotto-Soudal               | 16 pts                    |                           |
| 7.                        | Dylan Teuns               | Bahrain-Merida             | 13 pts                    |                           |
| 8.                        | Serge Pauwels             | CCC Team                   | 13 pts                    |                           |
| 9.                        | Benjamin King             | Dimension Data             | 13 pts                    |                           |
| 10.                       | Simon Yates               | Mitchelton-Scott           | 10 pts                    |                           |

### Classificação do melhor jovem(Maillot Blanc)
| Classificação dos jovens | Classificação dos jovens | Classificação dos jovens | Classificação dos jovens | Classificação dos jovens |
| Ciclista                 | Ciclista                 | Equipe                   | Tempo                    |                          |
| ------------------------ | ------------------------ | ------------------------ | ------------------------ | ------------------------ |
| 1.                       | Enric Mas                | Deceuninck-Quick Step    | 53h03m53s                |                          |
| 2.                       | Egan Bernal              | Team Ineos               | + 8s                     |                          |
| 3.                       | David Gaudu              | Groupama-FDJ             | + 5m50s                  |                          |
| 4.                       | Giulio Ciccone           | Trek-Segafredo           | + 17m07s                 |                          |
| 5.                       | Gregor Mühlberger        | Bora-Hansgrohe           | + 27m41s                 |                          |
| 6.                       | Maximilian Schachmann    | Bora-Hansgrohe           | + 29m25s                 |                          |
| 7.                       | Laurens De Plus          | Team Jumbo-Visma         | + 30m53s                 |                          |
| 8.                       | Tiesj Benoot             | Lotto-Soudal             | + 36m00s                 |                          |
| 9.                       | Søren Kragh Andersen     | Team Sunweb              | + 49m42s                 |                          |
| 10.                      | Gianni Moscon            | Team Ineos               | + 50m57s                 |                          |

### Classificação por equipas(Classement par Équipe)
| Classificação por equipes | Classificação por equipes | Classificação por equipes | Classificação por equipes |
| Equipe                    | Equipe                    | Tempo                     |                           |
| ------------------------- | ------------------------- | ------------------------- | ------------------------- |
| 1.                        | Trek-Segafredo            | 159h16m27s                |                           |
| 2.                        | Movistar Team             | + 10m12s                  |                           |
| 3.                        | AG2R La Mondiale          | + 13m56s                  |                           |
| 4.                        | Bora-hansgrohe            | + 14m32s                  |                           |
| 5.                        | Mitchelton-Scott          | + 18m58s                  |                           |
| 6.                        | UAE Team Emirates         | + 33m49s                  |                           |
| 7.                        | Groupama-FDJ              | + 34m50s                  |                           |
| 8.                        | EF Education First        | + 35m25s                  |                           |
| 9.                        | Team Jumbo-Visma          | + 39m34s                  |                           |
| 10.                       | Ineos                     | + 41m39s                  |                           |

## Abandonos
- Wout van Aert, depois de uma queda a pouco mais de um quilómetro para chegar à meta, não finalizou a etapa.[2]